# HD 222582
HD 222582は、みずがめ座の方角約136光年離れた位置にある連星系である。

## 星系
主星Aは、質量、表面温度、金属量が太陽とわずかしか違わない、ソーラーツインの1つとされる。見かけの明るさは7.7等級で、肉眼では観測できない。
伴星Bは、主星Aから1.8分程離れた位置にある赤色矮星で、質量は太陽の4割程度とみられる。1960年にルイテンによって二重星として記録されていたが、21世紀に入って、固有運動が主星Aと同じであることがわかり、同一星系を形成していると考えられるようになった。

## 惑星系
2000年、ケック望遠鏡による詳細な視線速度の測定から、密度の高いガス惑星が公転していることが発表された。
| 名称 （恒星に近い順） | 質量        | 軌道長半径 （天文単位） | 公転周期 (日) | 軌道離心率 | 軌道傾斜角 | 半径 |
| --------------------- | ----------- | ----------------------- | ------------- | ---------- | ---------- | ---- |
| b                     | > 7.75 MJ   | 1.347                   | 572.38        | 0.725      | —          | —    |
| c (未確認)            | > 0.0513 MJ | 0.12                    | 15.144        | 0.5632     | —          | —    |